# Jozef Tomko
Jozef Tomko (Udavské, 11 de março de 1924 – Roma, 8 de agosto de 2022) foi um cardeal católico eslovaco e presidente emérito do Pontifício Comitê para os Congressos Eucarísticos Internacionais.

## Biografia
Estudou  na Faculdade Teológica de Santos Cirilo e Metódio, em Bratislava, entre 1943 e 1944. No outono de 1945, ele foi enviado para Roma, para estudar na Pontifícia Universidade Lateranense e na Pontifícia Universidade Gregoriana (doutorado em teologia, direito canônico e ciências sociais, com a dissertação: De Sancti Spiritus habitatione secundum B. Petrum de Tarantasia, em 1951). Depois de 1948, por conta do Golpe de Praga, ele não conseguiu retornar à Tchecoslováquia por causa da perseguição do governo comunista.
Foi ordenado presbítero em 12 de março de 1949, em Roma, por Luigi Traglia, então arcebispo-titular de Cesareia da Palestina, vice-gerente da Diocese de Roma. Realizou seu serviço pastoral nas dioceses de Roma e Porto e Santa Rufina, sendo camareiro privado supernumerário, prelado de honra de Sua Santidade, membro do corpo docente da Pontifícia Universidade Gregoriana e subsecretário da Congregação para os Bispos, entre 1974 e 1979. Foi co-fundador da revista religiosa do Instituto dos Santos Cirilo e Metódio de Roma.
Eleito arcebispo-titular de Dóclea e nomeado secretário geral do Sínodo dos Bispos em 12 de julho de 1979, foi consagrado em 15 de setembro, na Capela Sistina, pelo Papa João Paulo II, assistido por Eduardo Martínez Somalo, arcebispo titular de Tagaste, substituto do Secretário de Estado, e por Andrew Gregory Grutka, bispo de Gary, nos Estados Unidos. Foi nomeado pró-prefeito da Congregação para a Evangelização dos Povos em 24 de abril de 1985.
Foi criado cardeal-diácono no Consistório de 25 de maio de 1985 pelo Papa João Paulo II, recebendo o barrete vermelho e a diaconia de Jesus Bom Pastor em Montagnola. Nomeado prefeito da Congregação para a Evangelização dos Povos e grão-chanceler da Pontifícia Universidade Urbaniana, onde trabalho de 27 de maio de 1985 a 9 de abril de 2001. Tornou-se cardeal-presbítero e optou pelo título de Santa Sabina em 29 de janeiro de 1996. Em 23 de outubro de 2001, foi nomeado presidente do Pontifício Comitê para os Congressos Eucarísticos Internacionais, resignando do cargo em 1 de outubro de 2007.
Foi membro indicado da Comissão de Cardeais para investigar o vazamento de documentos reservados e confidenciais na televisão, em jornais e em outros meios de comunicação, em 24 de abril de 2012. Sua última atividade pública como cardeal foi em 28 de junho de 2014, quando foi o enviado papal especial para o 25º aniversário da liberdade recuperada da Eparquia Greco-Católica de Mukachevo, programada no Seminário Maior de Uzhhorod, na Ucrânia.
Desde a morte do cardeal Albert Vanhoye, em 29 de julho de 2021, Tomko era o membro vivo mais velho do Colégio dos Cardeais.
Morreu em Roma, em 8 de agosto de 2022, após uma internação devido a uma lesão na vértebra cervical.

## Conclaves
- Conclave de 2005 - participou do conclave para a eleição do Papa Bento XVI, mas não tinha direito ao voto, já que na época tinha mais de 80 anos.
- Conclave de 2013 - participou do conclave para a eleição do Papa Francisco, mas não tinha direito ao voto, já que na época tinha mais de 80 anos.